# 楚村镇
楚村镇，是中华人民共和国安徽省亳州市蒙城县下辖的一个乡镇级行政单位。

## 行政区划
楚村镇下辖以下地区：
楚村社区、楚店社区、常兴社区、大刘村、新塘村、李马村、卢沟村、七里村、朱集村、沟北村、陈桥村、黄元村、楚庙村、高油坊村、中元村、富达新村、于店村、阎合村、薛集村、李集村、高圩村、赵圩村、侯洼村、卢楼村、卢店村和赵店村。